# Antônio de Macedo Costa

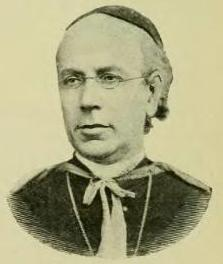
Antônio de Macedo Costa

Antônio de Macedo Costa (* 7. August 1830 in Maragogipe, Bahia, Brasilien; † 20. März 1891) war ein brasilianischer Geistlicher und römisch-katholischer Erzbischof von São Salvador da Bahia.

## Leben
Antônio de Macedo Costa trat 1848 in das Priesterseminar von Bahia ein. Er studierte von 1852 bis 1854 Katholische Theologie in Bourges und von 1854 bis 1857 am Priesterseminar St. Sulpice in Paris. Am 6. Juni 1857 wurde er zum Diakon geweiht und am 19. Dezember desselben Jahres empfing er durch den Erzbischof von Paris, François-Nicolas-Madeleine Kardinal Morlot, das Sakrament der Priesterweihe. Am 28. Juni 1859 wurde Antônio de Macedo Costa an der Päpstlichen Universität Gregoriana in Rom im Fach Kirchenrecht promoviert.
Am 28. September 1860 präsentierte ihn Kaiser Peter II. von Brasilien als Bischof von Belém do Pará. Nachdem Papst Pius IX. am 17. Dezember 1860 diese Ernennung bestätigt hatte, spendete ihm am 21. April 1861 der Internuntius in Brasilien, Erzbischof Mariano Falcinelli Antoniacci OSB, die Bischofsweihe. Die Amtseinführung erfolgte am 28. Mai 1861.
Am 26. Juni 1890 bestellte ihn Papst Leo XIII. zum Erzbischof von São Salvador da Bahia (und damit Primas von Brasilien).
Antônio de Macedo Costa nahm als Konzilsvater am Ersten Vatikanischen Konzil teil.